# Eduardo Vílchez
Eduardo Vílchez Ortiz (Sabadell, provincia de Barcelona, 22 de septiembre de 1967) es un exjugador y entrenador de fútbol español. Actualmente está sin equipo tras ser destituido del Palamós C.F. en 2021.

## Trayectoria como jugador
Desarrolló su carrera futbolística en Real Madrid Castilla, Real Madrid, CD Logroñés, Real Valladolid, RCD Español, Elche CF, Palamós CF y CF Peralada, equipo en el que se retiró en 2002.

## Trayectoria como entrenador
Como técnico, en la temporada 2002/03 fue primero segundo del Logroñés y posteriormente entrenador del San Marcial, de la Tercera riojana. En la 2003/04 tomó de nuevo las riendas del San Marcial con la Liga empezada y lo salvó del descenso.
El jugador catalán militó con el Logroñés en Primera división en la temporada 1989-90, y disputó la mejor campaña en la máxima categoría del conjunto riojano. Más tarde, volvería al conjunto riojano como primer entrenador en la temporada 2004/05 en Segunda B, pero tras el descenso administrativo se dedicó a las categorías inferiores.
En noviembre de 2004 se hizo cargo del Linares, en el que estuvo dos meses y medio.
En enero de 2005 llegó a la Unión como relevo de Antonio Martínez, más que nada para que fuese preparando la siguiente andadura y fue destituido en enero de 2007 después de una derrota en Algeciras CF que abrió una brecha entre el cuerpo técnico y la directiva. Juan Antonio Sánchez Franzón sería su relevo.
Más tarde entrenaría al Unión Deportiva Los Barrios.
En 2009 entrenaría al Real Balompédica Linense en tercera división, hasta que en 2010 fue destituido por Juan Carlos Añon Moreno. La temporada 10/11 vuelve al Club de Futbol Peralada como entrenador del primer equipo, y la temporada siguiente se incorpora al cuerpo técnico de las categorías inferiores del fútbol base del Palafrugell como coordinador.
Desde mediados de la temporada 2011/12 fue entrenador del Palamós CF que militaba en la Primera División Catalana. En la temporada 2012/2013 se hizo cargó del Olot, equipo que militaba en tercera división. Más tarde, consiguió el ascenso a segunda división "B" con el conjunto catalán.
Eduard es un entrenador con una larga experiencia, tanto a Segunda B como en Tercera, donde sería el primer entrenador de conjuntos como UE Figueres, UE Olot, Palamós, Peralada, San Marcial, CD Logroñés, Linares, Los Barrios y B. Linense.
En verano de 2017, llega a la Club de Futbol Pobla de Mafumet, filial del Club Gimnàstic de Tarragona para ser segundo entrenador de "Rodri", que disputa sus partidos en Tercera División, con el objetivo de devolver al club tarraconense a la división de bronce.
En septiembre de 2017, el Club Gimnàstic de Tarragona destituye al técnico Lluís Carreras en la tercera jornada de la liga 123 y nombra a "Rodri", entrenador del filial hasta ese momento y Eduard se convierte en segundo entrenador del primer equipo.
En 2018, con la llegada de Rodri al banquillo del Extremadura UD, Eduardo se convierte en segundo entrenador del equipo debutante en LaLiga 123. 
El 24 de febrero de 2019, tras la destitución de Rodri, dirige el conjunto extremeño en la jornada 27 de Segunda División, en un encuentro que acabaría con derrota por 0 a 1 frente al CD Numancia. Unos días más tarde, tras la llegada al banquillo extremeño de Manuel Mosquera, Eduardo vuelve a ser segundo entrenador del Extremadura UD. 2019-20, Eduardo abandona la entidad.
La siguiente campaña firmaría por el Palamós CF de la Primera División Catalana donde estaría hasta final de temporada cuando dejaría el club tras quedar séptimo en liga.

## Clubes

### Como jugador
| Club                 | País   | Año       |
| -------------------- | ------ | --------- |
| Real Madrid Castilla | España | 1984-1989 |
| CD Logroñés          | España | 1989-1990 |
| Real Valladolid      | España | 1990-1991 |
| RCD Espanyol         | España | 1991-1992 |
| CD Mirandés          | España | 1992      |
| Palamós CF           | España | 1992-1994 |
| Elche CF             | España | 1994-1995 |
| Palamós CF           | España | 1995-1999 |
| C.F. Peralada        | España | 1999-2002 |

### Como entrenador
| Club                                                         | País   | Año       |
| ------------------------------------------------------------ | ------ | --------- |
| CD San Marcial                                               | España | 2002-2004 |
| CD Logroñés                                                  | España | 2004      |
| Club Deportivo Linares                                       | España | 2004      |
| Unión Deportiva Los Barrios                                  | España | 2008-2009 |
| Real Balompédica Linense                                     | España | 2009-2010 |
| Club de Futbol Peralada                                      | España | 2010-2011 |
| Palamós CF                                                   | España | 2012-2013 |
| UE Olot                                                      | España | 2013-2014 |
| UE Figueres                                                  | España | 2014-2015 |
| Club de Futbol Pobla de Mafumet (segundo entrenador)         | España | 2017      |
| Club Gimnàstic de Tarragona (segundo entrenador)             | España | 2017-2018 |
| Extremadura UD (entrenador provisional y segundo entrenador) | España | 2018-2020 |
| Palamós CF                                                   | España | 2021      |